# Agelanthus igneus
Agelanthus igneus é uma espécie de planta hemiparasita da família Loranthaceae, nativa de Moçambique e da Tanzânia.

## Habitat / ecologia
A. igneus é encontrada em florestas ribeirinhas e matas costeiras.